# Ugolyakia kaluginae
Ugolyakia kaluginae — викопний вид двокрилих комах родини мошок (Simuliidae). Вид існував у кінці крейдового періоду у Північній Азії. Комаху знайдено у бурштині поблизу річки Північний Уголяк на півострові Таймир.
На ногах Ugolyakia розташовувались подвійні кігтики, як у сучасних орнітофільних мошок, що паразитують на птахах. З цього вчені припустили, що у кінці крейди на Таймирі була численна популяція птахів.

## Назва
Родова назва Ugolyakia походить від типового місцезнаходження — геологічної формації Уголяк. Вид U. kaluginae названий на честь російського палеонтолога Надії Калугіної, що спеціалізується на викопних двокрилих.